# Fredrik Erik Martin

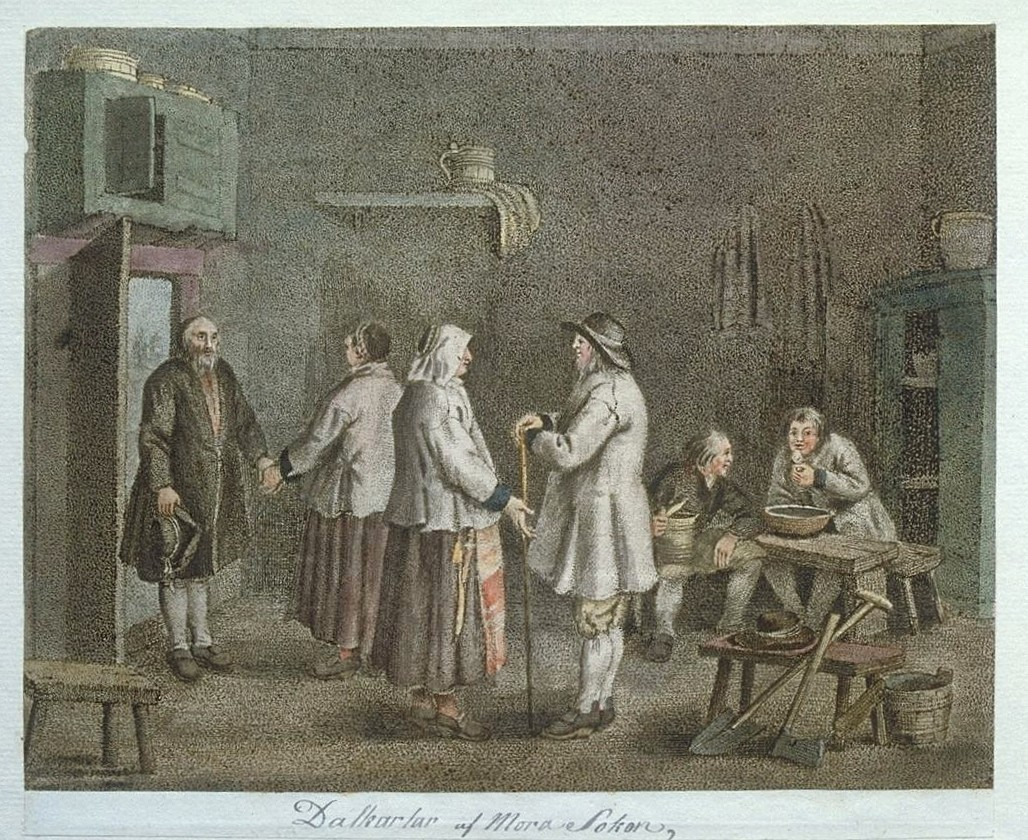
Fredrik Erik Martin "Dalkarlar af Mora Sokon".

Fredrik Erik Martin, född 19 februari 1775 i London, död 5 mars 1854 i Stockholm  var en svensk konstnär, grafiker, målare och schatullmakare.
Han var son till Elias Martin och engelskan Augusta Lee och gift med Juliana Magdalena Lengdahl samt far till Elias Fredrik Martin. Han studerade gravyr för sin far och teckning och målning för Pehr Hilleström vid Konstakademien i Stockholm. Han medverkade i Konstakademiens utställningar 1806-1808 där han bland annat visade upp porträtt avmålade efter Johan Tobias Sergel. Som grafiker utförde han en rad folklivsskildringar efter Hilleströms förlagor samt medarbetade i sin fars gravyrverk Herrans bön Fader Vår. Martin har graverat en del grafiska blad i olika utförande, bland annat porträtt och motiv efter Hilleström. Från 1797 var han huvudsakligen verksam som möbelsnickare där han blev mästare och borgare i Stockholm 1809. Martin är representerad med gravyrer vid Nationalmuseum, Kungliga biblioteket i Stockholm och Uppsala universitet.